# Fleurs 2
| Recensione | Giudizio |
| ---------- | -------- |
| Ondarock   |          |

Fleurs 2 è il ventiseiesimo album musicale di Franco Battiato, pubblicato nel 2008 con etichetta Mercury Records. Si tratta di una raccolta composta da cover e canzoni scritte da Battiato stesso. Tra i cantanti ospiti si annoverano Carmen Consoli, Antony, Anne Ducros, Sepideh Raissadat e Juri Camisasca.
Il titolo e il testo della canzone Il carmelo di Echt si riferiscono alla filosofa tedesca ed ebrea Edith Stein (1891-1942), fatta santa da papa Giovanni Paolo II e patrona d'Europa, che proprio nel convento carmelitano di Echt nei Paesi Bassi cercò invano di sfuggire alla persecuzione nazista.
In questo disco Battiato fa anche una reinterpretazione di se stesso: E più ti amo, infatti, è stato il secondo 45 giri inciso per la Nuova Enigmistica Tascabile, con il nome "Francesco Battiato".
Dal disco vengono estratti i singoli radiofonici Tutto l'universo obbedisce all'amore, E più ti amo, It's five o' clock e Era d'estate.
Il brano Tibet fu incluso inizialmente solo nella versione in download digitale dell'album, acquistabile tramite iTunes. L'anno seguente fu inserito sul CD di Inneres Auge. È presente anche nella riedizione in vinile picture disc uscita il 19 giugno 2020.

## Tracce
1. Tutto l'universo obbedisce all'amore (di Franco Battiato, con Carmen Consoli) - 3.28
2. Era d'estate (di Sergio Endrigo) - 3.04
3. E più ti amo (di Alain Barrière) - 3.12
4. It's five o' clock (degli Aphrodite's Child) - 3.01
5. Del suo veloce volo (di e con Antony, testo di Franco Battiato) - 3.10
6. Et maintenant (di Gilbert Bécaud) - 3.33
7. (Sittin' on) the Dock of the Bay (di Otis Redding e Steve Cropper, con Anne Ducros) - 3.18
8. Il carmelo di Echt (Juri Camisasca) - 3.23
9. Il venait d'avoir 18 ans (di Dalida, con Sepideh Raissadat) - 3.44
10. Bridge over troubled water (di Simon & Garfunkel) - 3.51
11. La musica muore (di e con Juri Camisasca) - 3.33
12. L'addio (di Franco Battiato, Ippolita Avalli e Mino Di Martino, scritta per Giuni Russo) - 3.25
13. Tibet (di Franco Battiato, con Chiara Vergati; traccia bonus nell'edizione iTunes) - 3.21

## Formazione
- Franco Battiato - voce
- Davide Ferrario - chitarra
- Pino Pischetola - organo Hammond
- Davide Tagliapietra - chitarra (traccia 4)
- Carlo Guaitoli - pianoforte
- Essiet Essiet - basso, contrabbasso
- Mylious Johnson - batteria (tracce 5, 7)
- Emilio Soana - tromba
- Gabriele Comeglio - sax
- Royal Philharmonic Orchestra - archi